# Civilization V: Dioses y reyes
Sid Meier's Civilization V: Gods & Kings es la primera expansión para el videojuego Civilization V, desarrollada por Firaxis Games y distribuida por 2K Games. Fue publicada el 22 de junio de 2012.
Dioses y Reyes trae consigo una expansión importante del sistema de religión en el juego, además de añadir varias nuevas civilizaciones, líderes y edificios.

## Cambios
Entre sus novedades, destacan la inclusión de nueve civilizaciones nuevas, cada una con sus características propias, la introducción de la religión y el espionaje como nuevos conceptos para ampliar la jugabilidad, mejoras en la diplomacía tanto con civilizaciones como con ciudades-estado, y la adición de nuevos edificios, recursos, tecnologías y unidades.

### Civilizaciones
Dioses y reyes añade nueve civilizaciones, formando un total de 34 civilizaciones en el momento de su lanzamiento y 43 con la expansión Cambia el mundo:
| Civilización | Líder               | Capital        | Unidad única            | Unidad única 2 | Edificio especial | Habilidad especial                          |
| ------------ | ------------------- | -------------- | ----------------------- | -------------- | ----------------- | ------------------------------------------- |
| Austria      | María Teresa        | Viena          | Húsar                   | Ninguno        | Cafetería         | Matrimonio Diplomático                      |
| Bizancio     | Teodora             | Constantinopla | Dromón                  | Catafracta     | Ninguno           | Patriarca de Constantinopla                 |
| Cartago      | Dido                | Cartago        | Elefante de los Bosques | Quinquerreme   | Ninguno           | Herencia Fenicia                            |
| Celtas       | Boudica             | Edimburgo      | Guerrero Picto          | Ninguno        | Salón del Ceílidh | Tradición Druídica                          |
| Etiopía      | Haile Selassie      | Adís Abeba     | Mehal Sefari            | Ninguno        | Estela            | Espíritu de Adwa                            |
| Hunos        | Atila               | Corte de Atila | Arquero a Caballo       | Ariete         | Ninguno           | Azote de Dios                               |
| Mayas        | Pakal               | Palenque       | Lanzadardos             | Ninguno        | Pirámide          | Larga Cuenta                                |
| Países Bajos | Guillermo de Orange | Ámsterdam      | Mendigo del Mar         | Ninguno        | Pólder            | Compañía Holandesa de las Indias Orientales |
| Suecia       | Gustavo Adolfo      | Estocolmo      | Carolino                | Haccapélite    | Ninguno           | Premio Nobel                                |

### Religiones
En Civilization V se pueden fundar solamente 7 de 11 religiones a elegir, de las cuales son: Cristianismo, Judaísmo, Hinduismo, Islam, Taoísmo, Confucianismo, Sintoísmo, Budismo, Sijismo, Tengrianismo y Zoroastrismo.